# Albin Skoda
Albin Skoda (29 de septiembre de 1909 - 22 de septiembre de 1961) fue un actor teatral, cinematográfico y de voz de nacionalidad austriaca.

## Biografía
Nacido en Viena, Austria, su nombre completo era Albin Michael Johann Skoda. Hijo del dueño de una cafetería y sobrino del actor Carl Skoda (1884–1918), ya actuaba ante el público en el local de su padre. Era todavía un niño cuando fue contratado en 1918 para actuar en el Burgtheater de Viena, debutando con la obra Der Biberpelz. Asistió a la Universidad de Música y Arte Dramático de Viena, siendo preparado allí, entre otros, por Alexander Moissi.
Entre 1924 y 1928 actuó como aprendiz en el Volkstheater de Viena, debutando como Ferdinand en la obra Kabale und Liebe. En la temporada 1928/29 actuó en Sankt Pölten, desde 1929 a 1931 en Ústí nad Labem, entre 1931 y 1933 en el Teatro Thalia de Hamburgo, en 1933 en el Teatro dramático regional de Kaliningrado, en la temporada 1933/34 en el Staatstheater am Gärtnerplatz de Múnich, y desde 1934 a 1945 en el Deutsches Theater de Berlín bajo la dirección de Heinz Hilpert. A partir del año 1938 también hizo actuaciones en el Theater in der Josefstadt de Viena.
Desde el año 1946, Albin Skoda fue actor del Burgtheater, llevando a cabo diferentes papeles de la literatura clásica y moderna, siendo miembro honorario del teatro hasta el momento de su muerte.
Fueron un sensacional éxito de crítica y público las veladas de recitación de Skoda, Die berühmte Stimme, llevadas a cabo en Viena, centrándose en las grandes baladas alemanas y en la obra de autores como Josef Weinheber y Franz Karl Ginzkey. 
Albin Skoda falleció en Viena, Austria, en 1961, poco antes de cumplir los 52 años de edad, a causa de un accidente cerebrovascular. Fue enterrado en el Cementerio central de Viena. Su esposa, Margarethe Skoda, fundó en 1971 el Anillo Albin Skoda para el mejor orador de los países de habla alemana.

## Filmografía
- 1934 : Liebe, Tod und Teufel
- 1948 : Königin der Landstraße
- 1950 : Erzherzog Johanns große Liebe
- 1951 : Frühling auf dem Eis
- 1955 : Der letzte Akt
- 1955 : Götz von Berlichingen
- 1955 : Mozart
- 1956 : Wilhelm Tell
- 1960 : Don Carlos